# Laurence Hennuy
Laurence Hennuy, née le 29 septembre 1970 à Gosselies, est une femme politique belge, membre de Ecolo.

## Biographie
Laurence Hennuy nait le 29 septembre 1970 à Gosselies.
Le 3 octobre 2019, elle devient députée fédérale à la Chambre des représentants en remplaçant Jean-Marc Nollet qui a été élu coprésident d'Ecolo,.